# Adelshöfe in Aschaffenburg

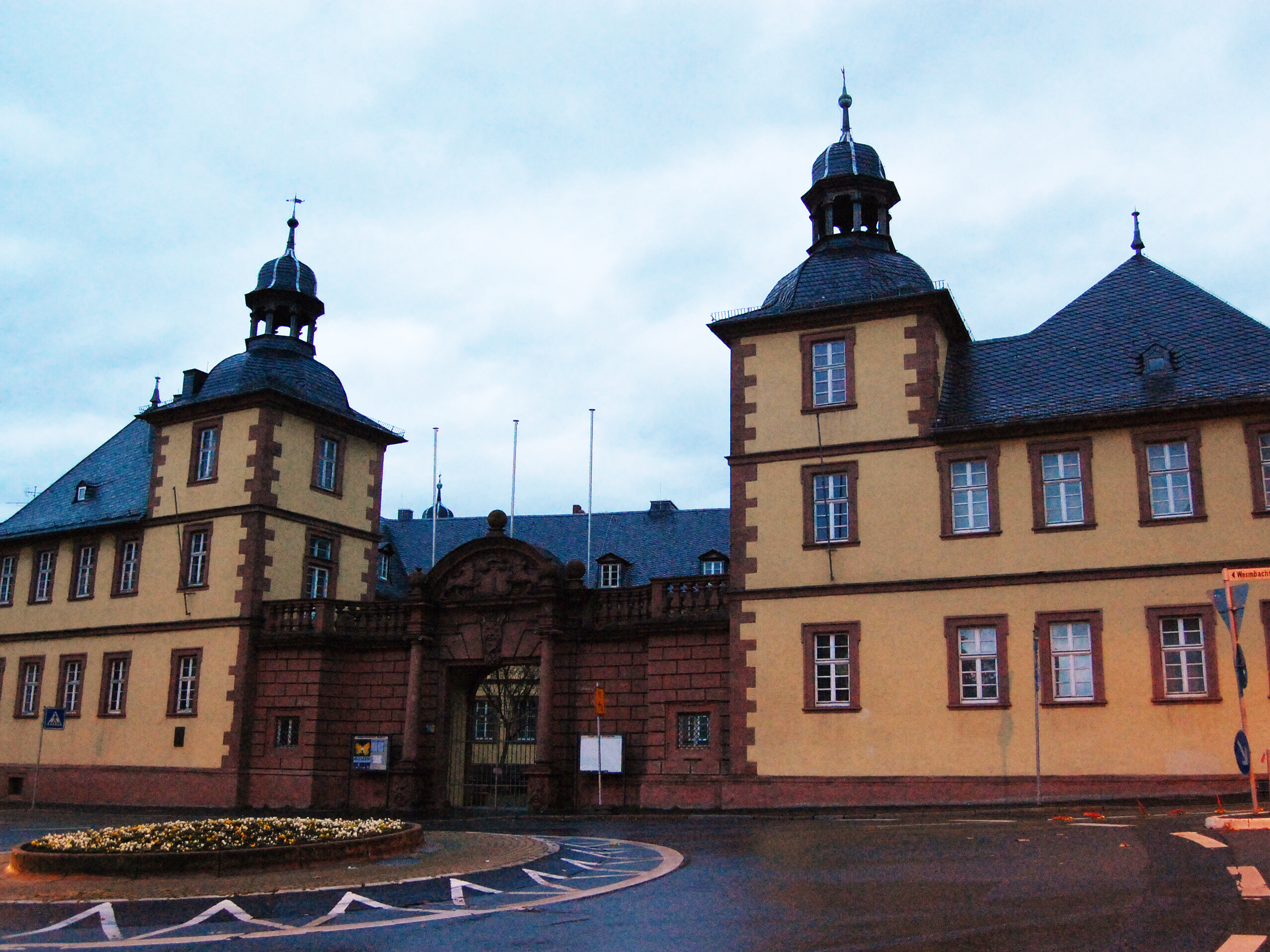
Schönborner Hof

Die Adelshöfe in Aschaffenburg waren Wohnsitze der adeligen Bediensteten am Hof des Mainzer Kurfürst-Erzbischofs (Vicedominus, Geheimrat, Haushofmeister, Amtmann).

## Geschichte
Neben den Stiftshöfen, Sitz der Kanoniker des Kollegiatstifts St. Peter und Alexander in der Aschaffenburger Oberstadt gab es noch einige bedeutende Adelshöfe in Aschaffenburg. Da die Stadt ein bevorzugter Aufenthaltsort für die Mainzer Kurfürst-Erzbischöfe war, ließen sich auch viele Adelige in Aschaffenburg nieder. Die herrschaftlichen Häuser befanden sich überwiegend im Stadtzentrum.
Die Adeligen wohnten bis ins 13. Jahrhundert in aus Holz gebauten Häusern, später dominierte Fachwerk. Im 17. Jahrhundert entstanden Prachtbauten (Osteiner Hof, Schönborner Hof).
Zu den ältesten, hier ansässigen Adeligen zählt die Familie von Wasen. Nicolaus von Wasen vererbte um 1344 seine Besitzungen östlich der oberen Herstallstraße – Riesengasse – Roßmarkt bis zur ehemaligen Heylands-Brauerei seinen Nachkommen.
Die Adelshöfe wurden nach ihren Besitzer benannt und behielten diesen Namen auch noch nach dem späteren Eigentümerwechsel.

## Adelshöfe

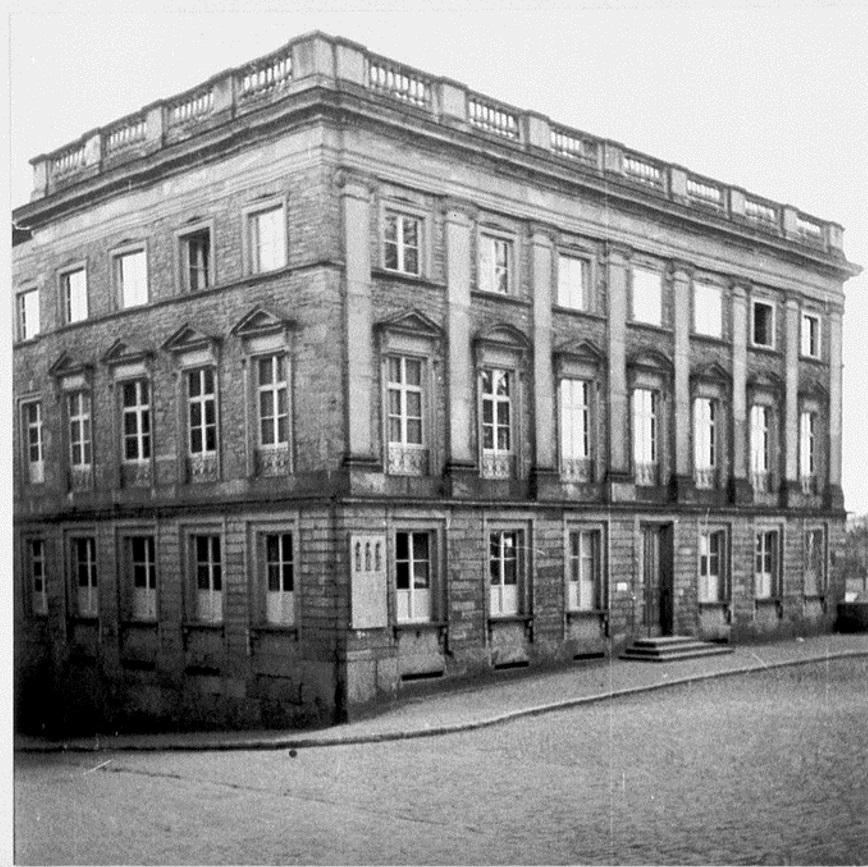
Osteiner-Bassenheimer-Hof (Suicardusstraße) 1933

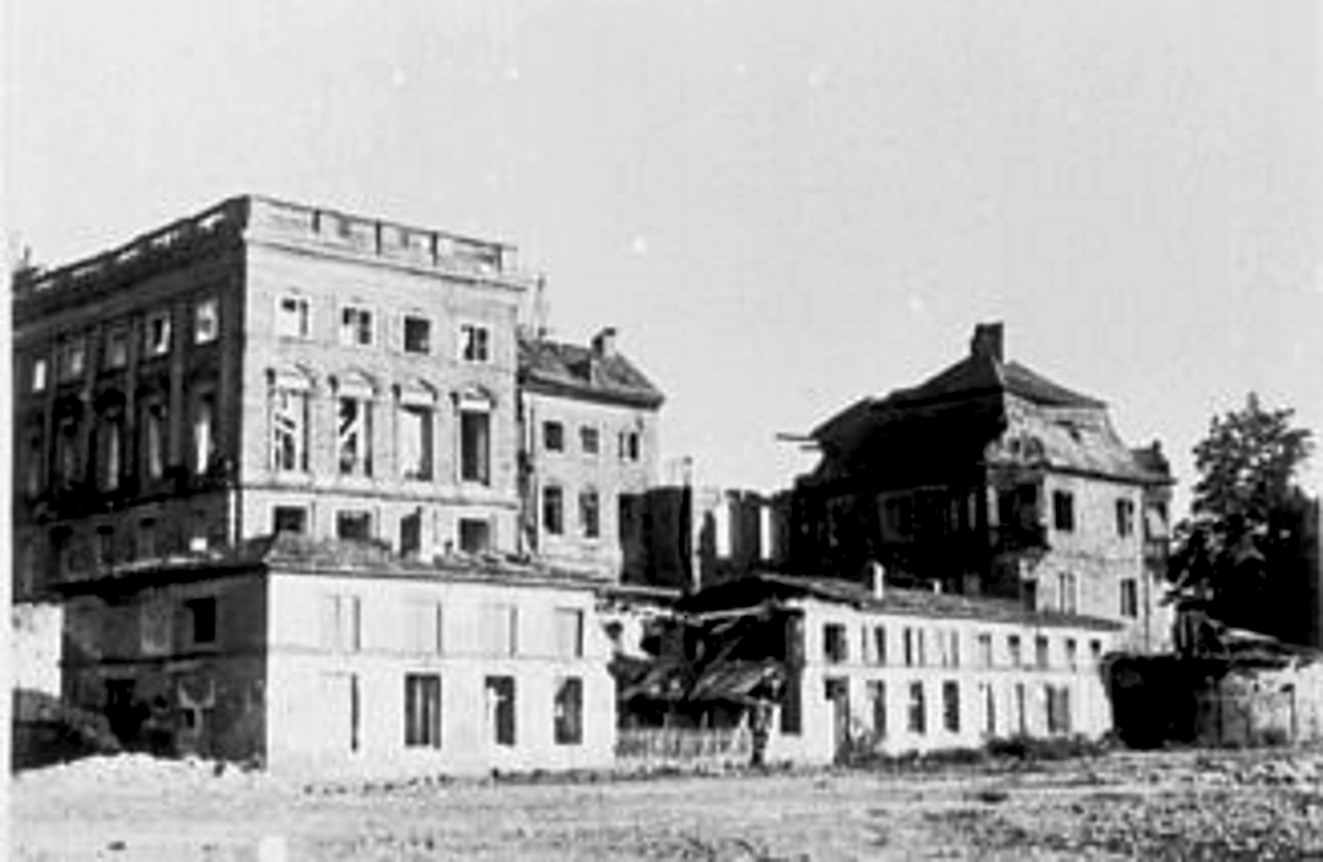
Osteiner-Bassenheimer- (Mainseite) 1945

### Osteiner-Bassenheimer Hof
Durch Zuerwerb 1696 konnte Johann Franz Sebastian Freiherr von Ostein (* 4. November 1652 Puntrut; † 24. Juni 1718 Aschaffenburg), Oberamtmann zu Amorbach im Anwesen Dalbergstraße 78 einen neuen Adelshof erbauen. 1727 ehelichte seine Tochter Maria Antonia Franziska von Ostein (1710–1788) den kaiserlichen Kammerherrn Rudolph Johann Graf Waldbott von Bassenheim (1680–1731). Deren Sohn Johann Maria Rudolph Graf Waldbott von Bassenheim (1731–1805), erbte von seinem Onkel, Franz Wolfgang von Ostein (1727–1778) Propst des Kollegiatstifts St. Burkard in Würzburg das Anwesen, das nun von 1778 bis 1852 Eigentum der Grafen Waldbott von Bassenheim war. 1852 erwarb der Direktor der Forstlichen Hochschule Aschaffenburg Karl Stumpf das Gebäude; als Kaufpreis wurden 12.000 fl vereinbart. Im Jahre 1873 veräußerte er den Hof um 27.000 fl an den jüdischen Viehhändler Josef Feldmann aus Kleinwallstadt, dessen Nachkommen 1942 deportiert und ermordet wurden. Der Bassenheimer Hof, enteignet, ging ans Deutsche Reich. In den letzten Kriegstagen zerstört, später abgebrochen, heute Zufahrt zur Willigisbrücke.

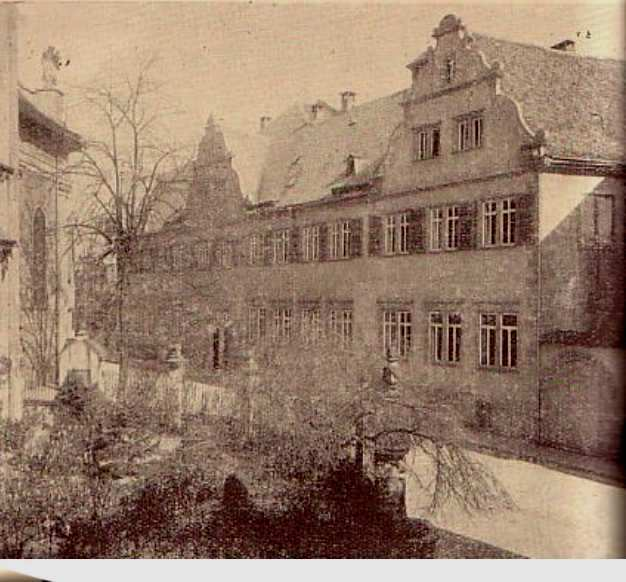
Collenberger Hof (Stadttheater) vor 1939

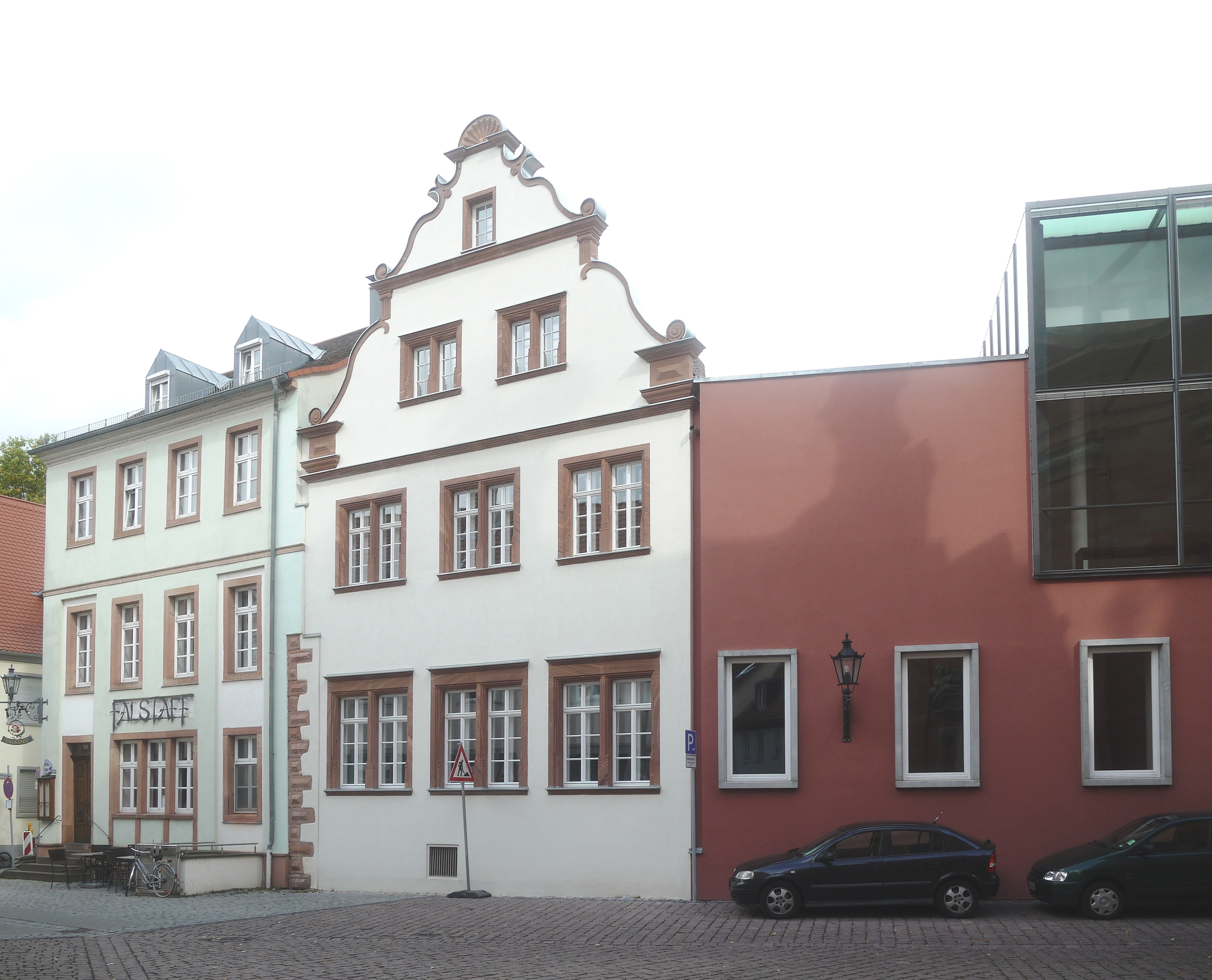
Collenberger Hof (Stadttheater) 2012

### Collenberger-Kronberger-Dalberger Hof

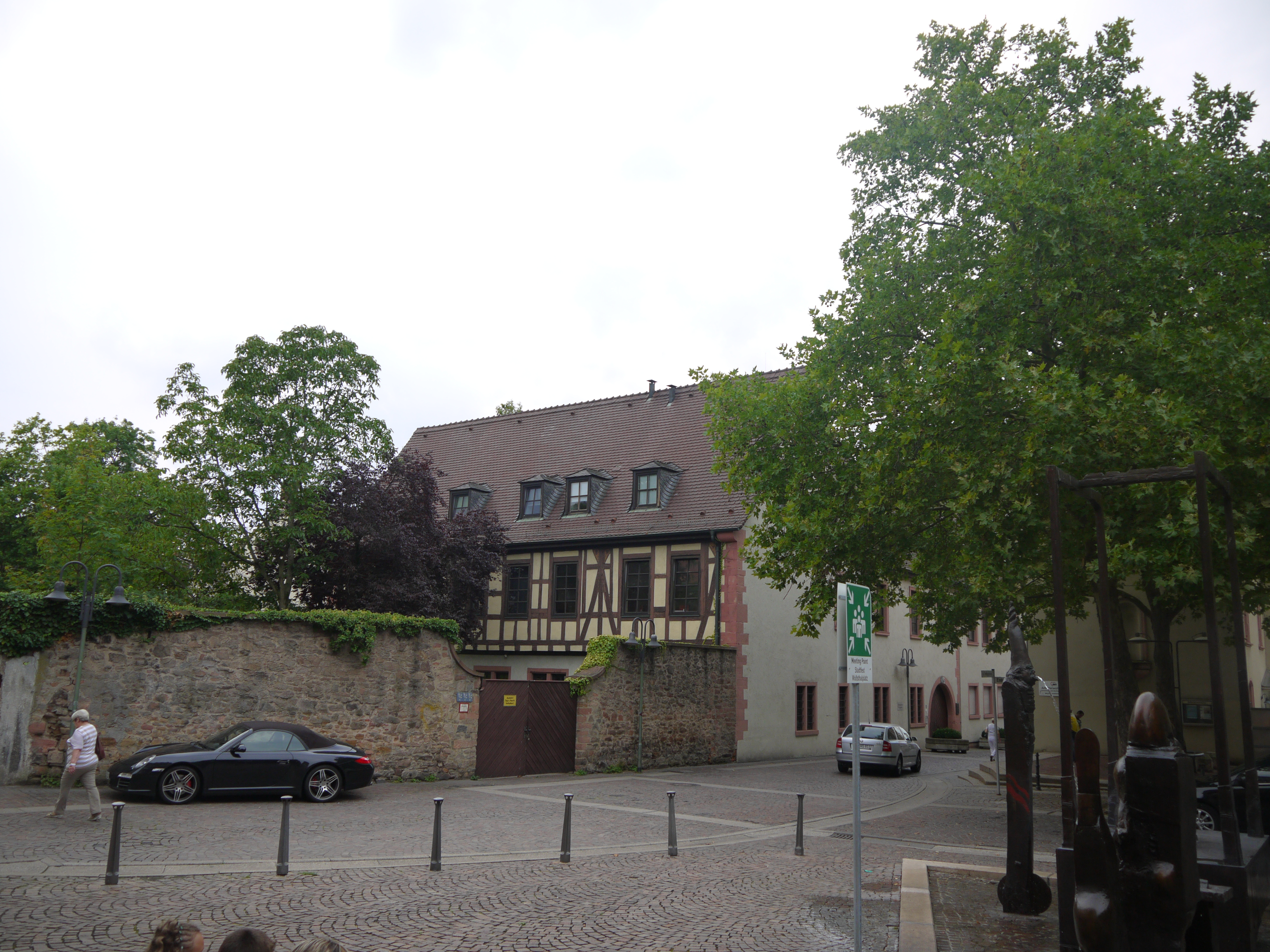
Echterhaus-Ingelheimer Hof 2012

1542 erwarb der kurmainzische Haushofmeister Eberhard Rüdt von Collenberg das Grundstück Schlossgasse 8, das sich seit 1331 im Besitz des Stifts St. Peter und Alexander befand und errichtete dort seinen Adelshof. 1589 errichtete Hartmut XV. von Cronberg (Vizedom von 1578 bis 1598) auf dem Gelände den „Kronberger Hof“, eine dreiflügelige Renaissanceanlage mit Volutengiebeln. 1612 erwarben die Freiherren von Dalberg, Kämmerer von Worms das Anwesen und verkauften es 1715 an Kardinal Damian Hugo Philipp von Schönborn-Buchheim, dort errichtete der Deutsche Orden 1744 eine Kommende unter dem Namen „Deutsches Haus“. Nach der Säkularisation in Bayern wurde 1806 der Landesherr Großherzog Karl Theodor von Dalberg Eigentümer. 1811 wurde hier das Stadttheater Aschaffenburg errichtet.

### Echterhaus – Ingelheimer Hof
„Der große Ingelheimer Garten zwischen Treibgasse und Seilergang, auf der gegenüberliegenden Seite des Wohnhauses“ wurde das Anwesen über Jahrhunderte genannt, erworben aus stiftischem Besitz 1456 von Hamann Echter II. von und zu Mespelbrunn (1427–1480), Vizedom in Aschaffenburg. 1651 wurde Maria Ottilia (1629–1701), die letzte Echterin von und zu Mespelbrunn, Alleinerbin des Aschaffenburger Hauses. Am 4. Oktober 1658 übernahm ihr Mann Philipp Ludwig Freiherr von Ingelheim (1627–1661) alle Rechten und Pflichten seiner Frau. Er und seine Nachkommen wurden durch kaiserliches Dekret zu „Grafen von Ingelheim gen. Echter von und zu Mespelbrunn“. Das Echterhaus wurde zum Ingelheimer Hof. 1927 verkauft Philipp Rudolf Anselm Franz Graf von Ingelheim das Anwesen Treibgasse 7 an das Institut der Englischen Fräulein in Aschaffenburg. Sie nutzten die Wirtschaftsgebäude, errichteten einen Kindergarten und eine Hostienbäckerei. Im Rahmen der Zentralisierung der Maria-Ward-Schule in der Schweinheimerstraße wurden die Grundstücke und Gebäude verkauft. Die Katholische Kirchenstiftung St. Agatha (Aschaffenburg) erwarb 1961 den Ingelheimer Hof als Gemeindezentrum mit Kindergarten.

### Gonsroder Hof
Die Adelsfamilie von Gonsrod stammte aus Gondsroth Gonsrodt, Gunsrode, Gonsrode, Gonsrade. Von 1480 bis zu ihrem Aussterben 1597 lebten Mitglieder der Familie in der Steingasse 4. Zu Beginn des 16. Jahrhunderts wurde der Gonsroder Hof als „Haus zum Rindsfuß“ erwähnt, 1671 als „Haus zum Affen“ und 1806 als „Zum Mainzer Hof“. Im 20. Jahrhundert befand sich darin das „Hotel Stadt Mainz“. Die Fassade des Wohn- und Geschäftshauses steht heute unter Denkmalschutz.

### Greifensteiner Hof

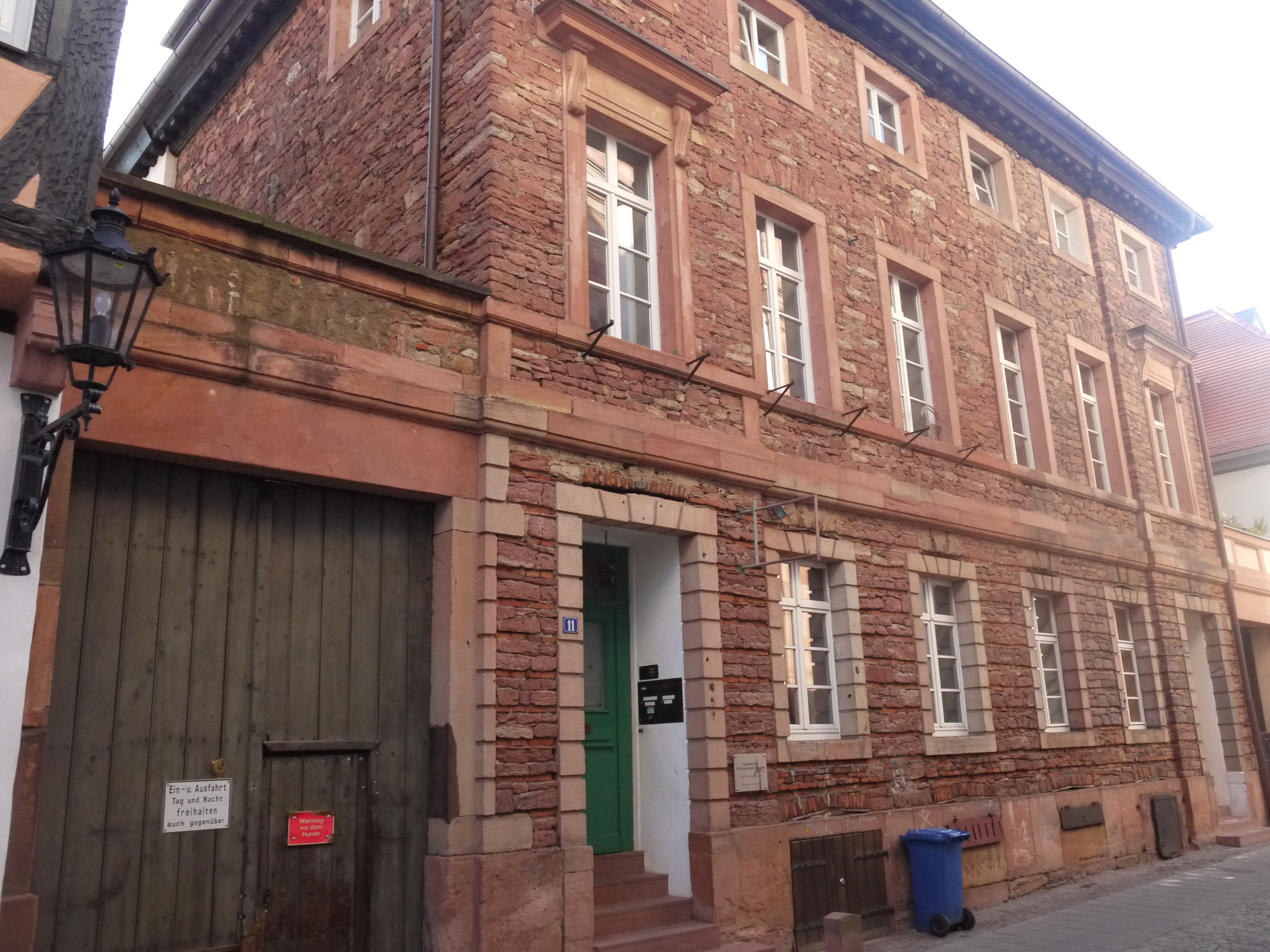
Greifensteiner Hof vorher Kurie „Zum Greif(f)enstein“

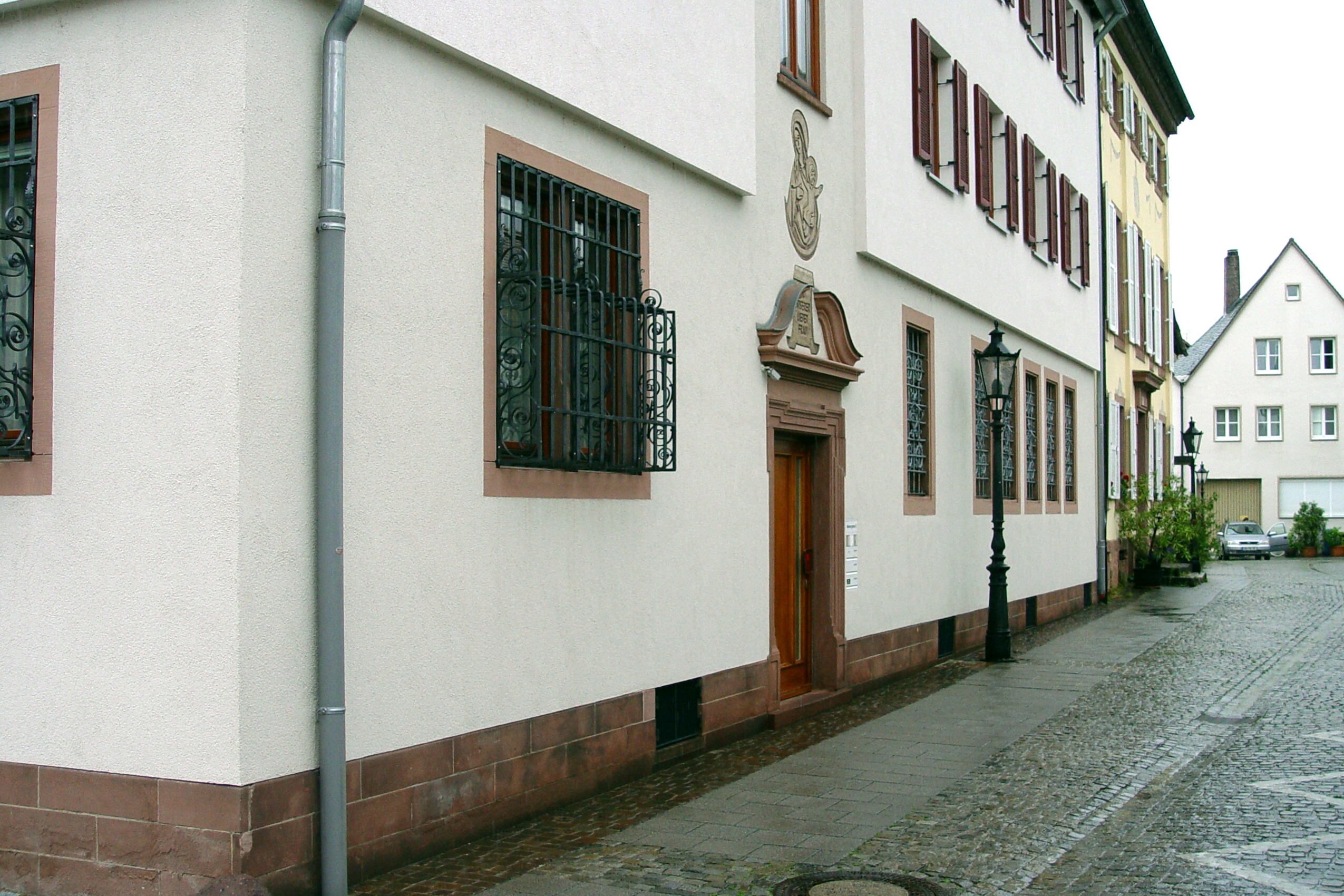
Gundenus Hof (Pfarrhaus ULF) 2013

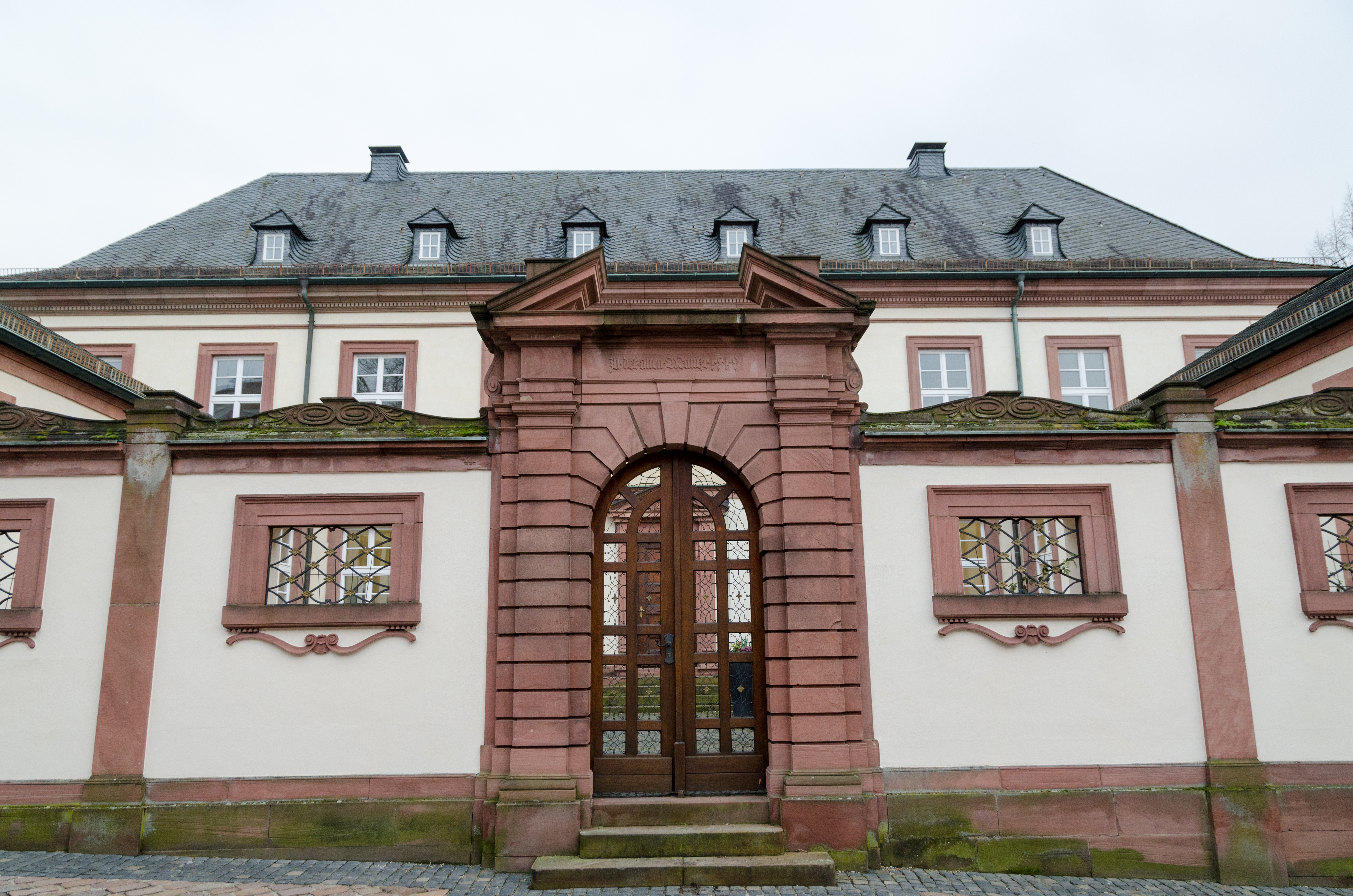
Salmsches Palais 2013

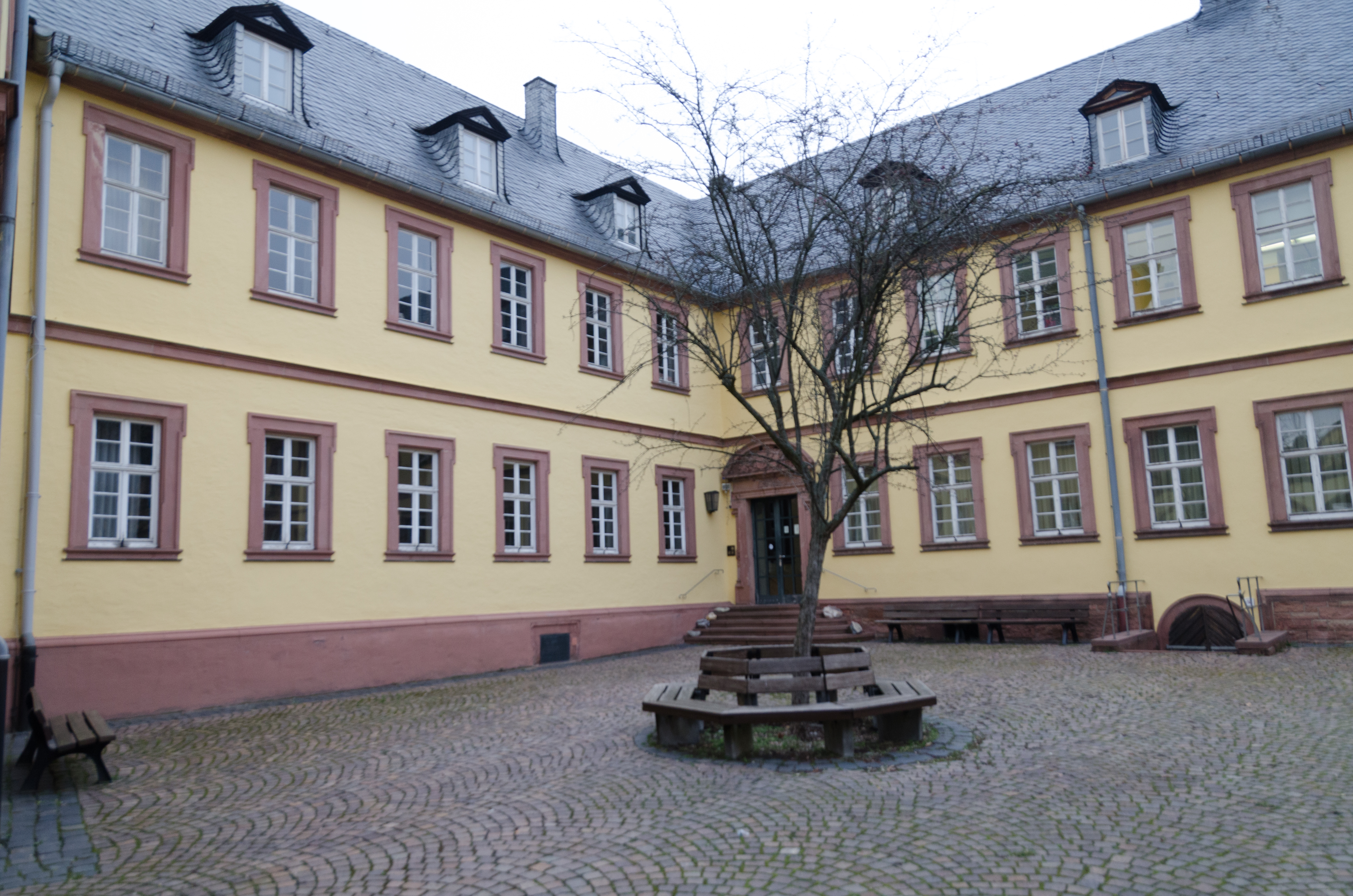
Schönborner Hof 2013

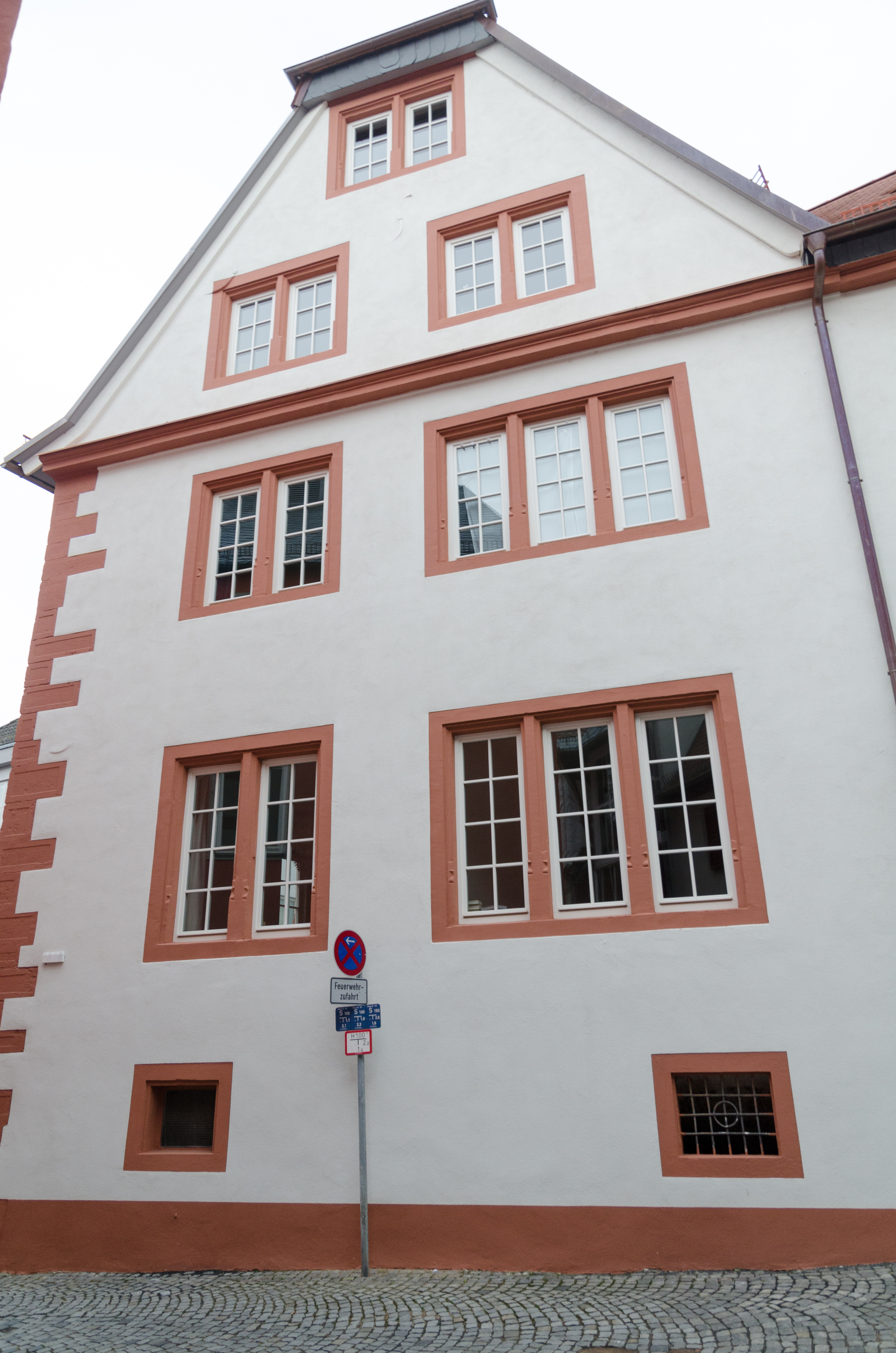
Ehemaliger Schmerlenbacher Stadthof 2013

Nach Junker Johann von Sayn gen. Greifenstein wird das Anwesen Metzgergasse 11–13 und das rückwärts anschließende Grundstück Webergasse 6 benannt. Überwiegend von Stiftskanonikern bewohnt, beherbergte es während der Bauzeit des Schloss Johannisburg (1604–1614) seinen Baumeister Georg Ridinger  (getauft 25. Juli 1568 in Straßburg; † 5. November 1617 in Aschaffenburg)

### Gudenus-Hof
Das Haus Webergasse 1 gehörte bis ins 18. Jahrhundert der kurfürstlichen Landesregierung und wurde 1750 an den Obristwachtmeister Freiherr von Gudenus verkauft, deren Familie es bis 1818 bewohnte. Im Zweiten Weltkrieg zerstört, 1956 wieder aufgebaut wurde es als Pfarrhaus der Pfarrei Unsere Liebe Frau (Aschaffenburg) genutzt. Das Wappen derer von Gudenus ist auf der Innenseite der Toreinfahrt angebracht.

### Hettersdorf-Hof
Das fränkische Uradelsgeschlecht von Hettersdorf hatte seine Besitzungen in der Vorstadt am Wermbach. 1435 wird in einem Zinsregister „Hus vnd Hoff bey dem nvwen Borne“ der Herren von Hettersdorf, Burgmannen zu Aschaffenburg, erwähnt. 1461 Haus von Heydersdorf (Wernbach), 1551 Heddersdofs Haus zu Rauff und Bahren. Im Hettersdorfschen Familienarchiv 1773 wird Franz Gottlieb von Hettersdorf als Eigentümer des Grundstücks am „Nonnenhof“ des Klosters Schmerlenbach beim „Heißen Stein“ in Aschaffenburg genannt. Die Hettersdorf besaßen den Hof bis 1828, danach wechselnde Besitzer. Nach dem Krieg befand sich dort ein Caritas-Altenwohnheim, das im Zuge der Straßenverbreiterung 1962 abgerissen wurde. Eine Wappenkartusche (Ehewappen) Faust von Stromberg – von Hettersdorf ist über dem Portal an der Hauswand Schönborner Hof – Storchennest angebracht.

### Hoheneck-Hof
Die Freiherren von Hoheneck, ein rheinländisch-pfälzischen Uradelsgeschlecht, hatten im 17. Jahrhundert Häuser und Güter in Aschaffenburg. 1602 errichtete der 1638 verstorbene Johann Philipp von Hoheneck, Kurmainzer Geheimer Rat, Obersthofmarschall und Vizedom von Aschaffenburg auf dem vorherigen Anwesen „derer von Pflug“ (Treibgasse, Nebensteingasse, Steingasse) eine Hofanlage, die sich bis 1794 in Familienbesitz befand. Am nördlichen Teil errichtete der Kinematographenbesitzer Fritz Rüth, 1912 ein Lichtspielhaus im Jugendstil, das „Union-Kino“ das 1964 geschlossen wurde.

### Hohenloher Hof
Auch ein „Hohinloher Hof“ wird im 14. Jahrhundert im Bereich Dalbergstraße/Rathausgasse erwähnt, der aufgeteilt in verschiedene Grundstücke nach 1383 nicht mehr genannt wurde.

### Rienecker Höfe
Auch die Grafen von Rieneck besaßen bis 1559 mehrere Stadthöfe in Aschaffenburg. Im Jahre 1209 war Heinrich Graf von Rieneck Propst in Aschaffenburg, 1271 besaßen die Grafen Ludwig und Gerhard von Rieneck einen Hof in Aschaffenburg. 1363 habe die Stadt von Edelknecht Gundelwin von Rieneck ein Haus (Dalbergstraße 26) gekauft, um dort ein Rathaus einzurichten.
Das 1458 abgebrannte Eckhaus des ehemaligen Vizedom Philipp Johann von Rieneck in der Sandgasse 33 wird in der Literatur als Hof der Grafen von Rieneck zum „Rachborn“ bezeichnet. Das Haus Pfarrgasse 8 soll vor 1500 ein gräflich Rienecker Hof gewesen sein, der nach Absterben der Grafen von Rieneck in Privatbesitz überging. Seit 2007 befinden sich die Rienecker Höfe im Privatbesitz von Marcel und Dominique Aulenbach

### Salm´sches Palais
Die Dreiflügelanlage mit dem gegenüber liegenden Kelterhaus ließ 1751–56 der Stifts-Kanoniker und spätere Dechant (Johann) Georg Wenceslaus (von) Hoffmann als Präbendhaus errichten und schenkte es dem Stift St. Peter und Alexander. Auf dem Gelände gab es in früheren Zeiten auch eine Münzstätte. Daher wird das Palais auch Kurie „Zur Alten Münze“ genannt. Ab 1820 war das Palais Sitz des Kreis- und Stadtgerichts. 1857 erwarb es Karl Anton Maximilian Freiherr von Dalberg zu Dačice (1792–1859). Im Zweiten Weltkrieg wurde vor allem der Hauptflügel bis auf die Umfassungsmauern zerstört. Die Ruine des Salm´schen Palais veräußerte 1953 ihr letzter Privateigentümer, Franz-Karl Prinz zu Salm-Salm (1917–2011), an die Stadt Aschaffenburg, die sie nach anfänglichen Renovierungen mit Ausnahme des Kelterhauses 1969 abgerissen hat. Seit 1972 ist das im alten Stil erbaute „Salm’sche Palais“ Sitz der Stadtbau Aschaffenburg GmbH. Die gusseiserne Balustrade über den Weinbergmauern im Garten stammen vermutlich von der um 1968 abgebrochenen Ludwigsbrücke (heute Willigisbrücke).

### Schönborner Hof
Im Jahr 1676 von Vizedom Melchior Friedrich Graf von Schönborn und seiner Ehefrau Sophia Maria Anna geb. Boyneburg, nach Plänen des Entwürfen des Mainzer Kapuzinerpaters Mathias von Saarburg erbaut wurde es bis 1832 von der Familie bewohnt. Seither im Besitz der Stadt mit unterschiedlichen Nutzungen beherbergt es seit 1980 das Naturwissenschaftliche Museum (links) und das Stadt- und Stiftsarchiv (rechts).

### Beginen-Hof
Die Beginen-Stiftung geht auf Hans III. von Gonsrod zurück. Er besaß ein Grundstück in der Treibgasse, das er 1527 den Beginen schenkte. Die Beginen, eine Gemeinschaft frommer Frauen zwischen Ordensleben und Laientum, entstand Mitte des 13. Jahrhunderts um Lüttich in Belgien. Die „grauen Beginen“ lebten in kleinen Gruppen und boten soziale Hilfe und Krankenpflege an. Kardinal Albrecht von Brandenburg (1490–1545) machte die Frankfurter Witwe Agnes Pless, geb. Strauß († 1547), mit der er in einem eheähnlichen Verhältnis lebte und die eine erfolgreiche Geschäftsfrau war, zur Vorsteherin eines Beginenklosters, das er im Aschaffenburger Schöntal gegründet hatte. 1560 war der Beginenhof aufgelöst, und das Gebäude verfiel.

### Stadthof des Benediktinerinnenklosters Schmerlenbach
1350 erwarb das Kloster Schmerlenbach das Grundstück, neben dem „Fraw-Lisen-Hof“ (benannt nach der Ehefrau Else – Lise des Ritters Siebold III. von Weiler) Brennofengasse/Am Heißen Stein und errichtete dort einen Stadthof mit Haus, Scheune, Stallungen und ummauerten Garten. 1609 wurde dort ein Wohnhaus mit zwei Stockwerken, Keller und Hofeinfahrt errichtet. Im Rahmen der Säkularisation in Bayern mit der auch das Benediktinerinnenkloster Schmerlenbach aufgelöst wurde, erwarben die Vorfahren des Kunstmalers und Ehrenbürger der Stadt Aschaffenburg Adalbert Hock das Anwesen.